# Lappula tianschanica
Lappula tianschanica là loài thực vật có hoa trong họ Mồ hôi. Loài này được Popov & Zakirov mô tả khoa học đầu tiên năm 1951.